# Дара (Сату-Маре)
Дара (рум. Dara) — село у повіті Сату-Маре в Румунії. Входить до складу комуни Доролц.
Село розташоване на відстані 455 км на північний захід від Бухареста, 10 км на захід від Сату-Маре, 132 км на північний захід від Клуж-Напоки.

## Населення
За даними перепису населення 2002 року у селі проживали 1190 осіб.
Національний склад населення села:
| Національність | Кількість осіб | Відсоток |
| -------------- | -------------- | -------- |
| угорці         | 1144           | 96,1%    |
| цигани         | 34             | 2,9%     |
| румуни         | 12             | 1,0%     |

Рідною мовою назвали:
| Мова      | Кількість осіб | Відсоток |
| --------- | -------------- | -------- |
| угорська  | 1150           | 96,6%    |
| циганська | 28             | 2,4%     |
| румунська | 12             | 1,0%     |